# Donát
A Donát férfinév a latin Donatus név rövidülése. Jelentése:  (az Úrtól) ajándékozott. Női párja: Donáta.

## Rokon nevek
- Donátó:[1] a Donát olasz változata.[2]

## Gyakorisága
Az 1990-es években a Donát igen ritka, a Donátó szórványos név, a 2000-es években a Donát a 76-86. leggyakoribb férfinév, a Donátó nem szerepel az első százban.

## Névnapok
Donát, Donátó
- február 17.[2]
- augusztus 7.[2]
- július 7.[2]

## Híres Donátok, Donátók
- Bánki Donát mérnök, feltaláló
- Szent Donát a szőlőskertek, szőlősgazdák védőszentje; állítólagos ókeresztény vértanú